# Aras (kommun)
Aras är en kommun i Spanien.   Den ligger i provinsen Provincia de Navarra och regionen Navarra, i den norra delen av landet, 260 km norr om huvudstaden Madrid. Antalet invånare är 185.